# Marvin Jackson
Marvin Jackson (* 23. Januar 1936 in Cadet, Missouri; † 21. März 2022) war ein US-amerikanischer Rockabilly-Sänger und Songwriter, der vor allem durch sein Lied Dippin’ Snuff aus dem Soundtrack des Videospiels Grand Theft Auto V bekannt ist.

## Biographie
Marvin Jackson wuchs in Potosi, Cadet, Missouri auf. Er spielte die Gitarre bereits, seit er 14 Jahre alt war und trat zunächst als Lead-Gitarrist für andere Sänger bei Schulauftritten und lokalen Veranstaltungen auf. Hauptberuflich arbeitete er zunächst bei der McDonnell Aircraft Corporation, später jedoch die längste Zeit als Bergarbeiter u. a. in einer Bleimine der St. Joe Minerals Corporation. Seine ersten drei Platten nahm Jackson 1957 auf, ließ sie bei Starday Records in Madison, Tennessee und King Records in Cincinnati, Ohio pressen und über sein eigenes Label Crestwood Records vermarkten.
Im Sommer 1958 wurde Jackson in die US Army einberufen. Er beendete seine fortgeschrittene Ausbildung in Fort Hood, Texas, bevor er schließlich nach Deutschland versetzt wurde. Jackson wurde im November 1960 aus dem aktiven Dienst entlassen und kehrte zu seiner Anstellung in seinem Heimat-Bundesstaat, bei der McDonnell Aircraft Corporation, zurück. Für die Zeit der Berlin-Krise 1961 wurde er jedoch wieder in den Dienst gerufen.
Sein Song Gee Whiz Miss Liz erweckte das Interesse des niederländischen Rockabilly-Plattenlabels White Label, woraufhin die Firma 1985 das Album Ozark Rockabilly veröffentlichte.
Sein heute wohl bekanntestes Lied, Dippin’ Snuff, schrieb Jackson 1971, als er in der Viburnum-Bleimine arbeitete. Er wurde zu diesem Song inspiriert, da es gerade ein neuer Trend war, seinen Schnupftabak zu kauen statt zu schnupfen. 1973 nahm er den Song in Farmington, Missouri in Ray Elders Studio auf. Jedoch sprach sein Lied die Plattenfirma in den Niederlanden nicht an, da es in die Hillbilly-Richtung ging.
2003 veröffentlichte Collector Records Marvin Jacksons Gesamtwerk auf dem Album When You Rock and Roll.
Im Dezember 2012 wurde Jackson von Rockstar Games kontaktiert, nachdem sie seinen Song Dippin’ Snuff auf YouTube gefunden hatten. Nun kann man sein Lied im virtuellen Radiosender Rebel Radio aus dem Spiel Grand Theft Auto V neben The Highwaymens Highway Man, Ray Prices Crazy Arms, Tammy Wynettes D-I-V-O-R-C-E, Charlie Feathers’ Get With It und Homer and Jethros She Made Toothpicks (of the Timber of my Heart) hören.
Seinen Ruhestand verbrachte Jackson damit, seine eigenen CDs aufzunehmen und Karaoke zu singen.

## Diskografie
- 1957: Honey if you love me / World of make believe
- 1957: Someday you’ll be sorry / My crying Heart
- 1957: Peek-A-Boo / You Gotta Have The Beat
- 195?: Gee Whiz, Miss Liz / Pete’s Old Lady
- 195?: My old stomping Ground / Turn To Jesus
- 1961: Jaybird / Heart of Mine
- 1961: Sneaky / Shades
- 1963: Sticky Fingers / It’s easy to say
- 1963: Peek-A-Boo / World of Make believe
- 1963: Peek-A-Boo / Heart Of Mine

## Alben
- 1985: Ozark Rockabilly
- 2003: When You Rock and Roll